# تک‌پر پشت‌قهوه‌ای
تک‌پر پشت‌قهوه‌ای (نام علمی: Myadestes occidentalis) توکایی در نظر گرفته می‌شود و در تیرهٔ توکایان (Turdidae) جای می‌گیرد. این پرنده با جثه متوسط حدود ۲۱ سانتی‌متر (۸ اینچ) طول دارد. این پرنده عمدتاً مایل به خاکستری با پرهای پرواز قهوه‌ای است (از این رو هنگام نشستن "پشت‌قهوه‌ای")، و یک حلقه چشمی سفید و پرهای دمی سفید دارد.